# Crème Chantilly

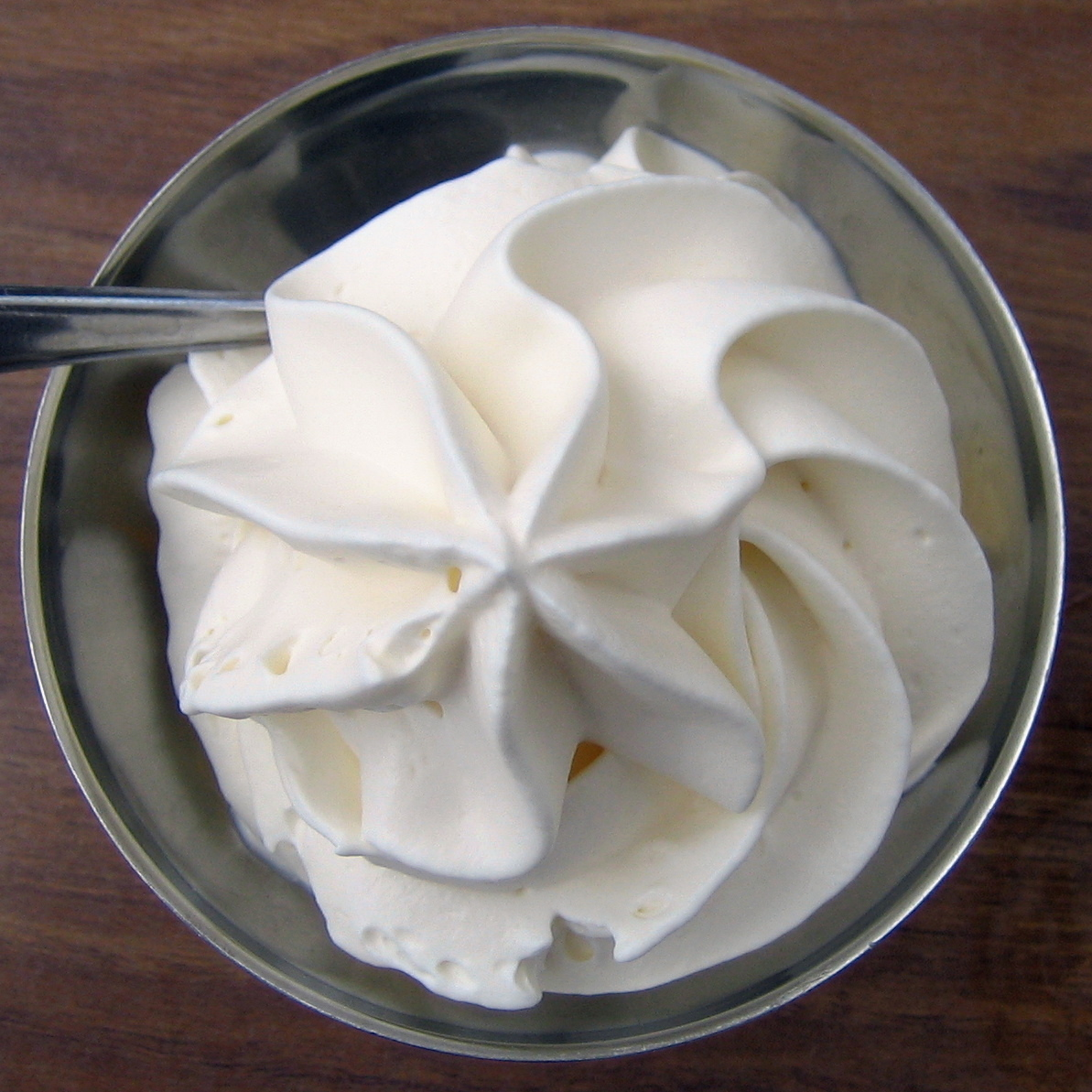
Crème Chantilly

Crème Chantilly ist Bestandteil vieler Süßspeisen und besteht aus gesüßter Schlagsahne, sie ist nicht zu verwechseln mit der Sauce Chantilly (deutsche Bezeichnung: Sahnesauce), die eine Ableitung der Mayonnaise ist.
Sie kann durch weitere Zutaten aromatisiert sein, zum Beispiel durch Vanille, geriebene Zitrusschalen oder Orangenblütenwasser.
Eine Legende besagt, dass François Vatel diese Kreation für das große Festmahl 1671 in Chantilly zu Ehren von Ludwig XIV. erfunden und serviert habe. Die Quellenlage widerspricht dem jedoch: Das Festmahl wurde in der Gazette, der ältesten französischen Zeitung, ausführlich beschrieben. Crème Chantilly oder geschlagene Sahne sind dort nicht erwähnt.
Die Verwendung von geschlagener Sahne ist seit 1650 belegt, damals wurde kein Zucker verwendet. Zum ersten Mal beschrieben wurde Crème Chantilly 1750 in einem Kochbuch von Menon. Allerdings nannte er sie Fromage à la Chantilly („Chantilly-Käse“). Nach seinem Rezept wurde Crème double mit etwas Orangenblütenwasser aufgeschlagen und Zucker mit geriebener Zitronenschale hinzugefügt. Erst 1775 ließ Louis V. Joseph de Bourbon, prince de Condé den sogenannten Hameau de Chantilly im Park des Schlosses Chantilly erbauen. Es handelt sich dabei um ein idealisiertes Dorf, zu dem ein Kuhstall und eine Molkerei gehörte. Dort veranstaltete Louis V. Joseph de Bourbon Festessen in luxuriösem Ambiente. 1784 war Henriette von Oberkirch dort zum zweiten Mal zu Besuch und schrieb in ihren Mémoires de la baronne d’Oberkirch, dass die Sahne besser gewesen sei als jede, die sie zuvor gegessen habe. Es ist aber unbekannt, wann genau jemand auf die Idee kam, die geschlagene Sahne zu zuckern, und in welchem Jahr sie endgültig mit dem Hameau de Chantilly in Verbindung gebracht wurde.